# Hatfield and the North
Hatfield and the North sono stati un gruppo musicale britannico di rock progressivo, tra i maggiori esponenti della scena di Canterbury.

## Storia del gruppo

### Dalla prima formazione al primo disco (1972-1974)
La prima formazione trae origine, nel 1972, da una riunione del gruppo Delivery con tre dei suoi ex membri – Phil Miller (già Matching Mole) alla chitarra, suo fratello Steve Miller alle tastiere e Pip Pyle alla batteria – affiancati per la prima volta dal cantante e bassista Richard Sinclair, che assieme a Steve Miller aveva lasciato i Caravan.
Dopo alcuni concerti tra l'agosto e il settembre di quell'anno, in ottobre Steve Miller lasciò la band, di fatto portando con sé il nome Delivery che avrebbe riformato in dicembre con una nuova formazione, e venne sostituito con l'ex Matching Mole e Caravan David Sinclair, cugino di Richard: il gruppo pochi giorni dopo assunse il nome Hatfield and the North. La denominazione deriva da un'autostrada che collega Londra con il nord: qualche tempo prima che la band si formasse, il batterista Pip Pyle aveva affermato scherzosamente, chiacchierando con una ragazza di Hatfield, come avesse sempre sognato di far parte di un gruppo chiamato Hatfield and the North.
La formazione suonò per una TV francese assieme a Robert Wyatt: le rare immagini di questa apparizione televisiva sono l'unica testimonianza in video degli Hatfield prima maniera. David Sinclair, insoddisfatto delle eccessive improvvisazioni, abbandonò per tornare nei Caravan; fu così che venne reclutato Dave Stewart, ex Egg, decisivo nella definizione del sound della band sia per le sue composizioni dal gusto spesso epico, sia per la strumentazione (oltre all'organo fece ampio uso del piano elettrico Fender Rhodes).
Gli Hatfield firmarono un contratto con la Virgin Records e, tra l'ottobre del 1973 e il gennaio del 1974, registrarono ai Manor Studios il loro primo album. Hatfield and the North, pubblicato in febbraio, mostra uno stile già maturo con sonorità ben definite che comprendono lunghe parti strumentali, durante le quali non mancano momenti di stravaganza e di sperimentazione, e testi nonsense. Alla composizione contribuiscono tutti i componenti del gruppo, con una predominanza di Sinclair e Pyle, i cui nomi figurano spesso in coppia, e di Stewart, mentre le composizioni di Miller sono minori di numero ma presentano una notevole ricercatezza nelle linee melodiche.
Ognuno apporta le proprie caratteristiche migliori: lo humor e il nonsense proposto nelle "favole vocali" di Sinclair unitamente al suo efficace lavoro al basso, da ricordare il suo assolo in Fol De Rol, la perizia e l'estrosità di Pyle nei suoi irregolari ritmi sincopati, (come nel pezzo Shaving Is Boring) le grandi capacità compositive e strumentistiche di Stewart e l'inconfondibile stile chitarristico di Miller. La line-up è completata dagli ospiti che arricchiscono ulteriormente questo LP, si tratta di Robert Wyatt, autore di un ipnotico vocalizzo nella splendida Calyx, le Northettes (un trio di coriste composto da Barbara Gaskin, Amanda Parsons e Ann Rosenthal), Geoff Leigh, allora negli Henry Cow, ai fiati, il sax di Didier Malherbe dei Gong, Jeremy Baines al flauto, ed il controcanto di Cyrille Ayers e Sam Ellidge.

### I singoli eThe Rotters' Club(1974-1975)
Nel novembre del 1974 gli Hatfield incisero altri tre brani ai Saturn Studios in un 45 giri pubblicato il 15 novembre che ebbe uno scarso successo di pubblico. Conteneva le tracce Let's Eat (Real Soon) (musiche di Richard Sinclair e testi di Pip Pyle), Fitter Stoke Has A Bath (musiche e testi a firma di Pyle) e un mix di Your Majesty Is Like A Cream Donut, di Dave Stewart (riproposta poi nella suite Mumps, in The Rotters' Club) e Oh What A Lonely Lifetime di Richard Sinclair. Pochi mesi dopo, nel gennaio del 1975, il gruppo tornò nei Saturn Studios per incidere il loro secondo album, The Rotters' Club.
I canoni che avevano definito il primo album si ripetono nel secondo, dove oltre a brani cantati come Share It, Fitter Stoke Has A Bath e Didn't Matter Anyway, si ritrovano brani esclusivamente strumentali dai complessi intrecci melodici e con ritmi inusuali. Anche in questo caso il quartetto fu supportato da membri esterni al gruppo: le Northettes, Jimmy Hastings ai fiati (nei Caravan assieme al fratello Pye Hastings), Lindsay Cooper al fagotto, Tim Hodgkinson (assieme alla Cooper negli Henry Cow) al clarinetto e Mont Campbell (precedentemente degli Egg come Stewart) al corno francese.

### Lo scioglimento: i National Health e il duo Stewart - Gaskin (1975-1990)
All'uscita del disco seguì lo scioglimento della band i cui tre membri Phil Miller, Dave Stewart e Pip Pyle continuarono a lavorare insieme nei National Health, da molti considerato l'ideale continuazione degli Hatfield and the North, mentre Richard Sinclair seguì prima il suo progetto Richard and the South per poi unirsi ad un altro gruppo della scena di Canterbury, i Camel.
Nel 1980 uscì la compilation degli Hatfield Afters, composta da brani presi dal 45 giri del 1974, da un'esibizione live in Francia e da alcune canzoni dei due LP precedenti. Le collaborazioni tra i quattro continuarono nonostante l'improvvisa fine della band: nel 1980 Stewart e Pyle fecero parte dei Rapid Eye Movement, mentre dal 1982 al 1985, Miller, Sinclair e Pyle suonarono insieme negli In Cahoots. Pyle suonò più volte per il duo Dave Stewart - Barbara Gaskin durante la stagione pop che li vide raggiungere un successo inimmaginabile, piazzando un loro lavoro al primo posto nella Official Singles Chart. Questo duo è tuttora in attività. Nel 1988 Stewart e Sinclair suonarono insieme a Phil Miller nella sua Split Seconds.

### Le reunion (1990-2006)
Nel 1990 si presentò alla band l'occasione di una riunione, un'apparizione dal vivo in una televisione privata inglese, la Central TV, la consociata per le Midlands della ITV, in una puntata della serie Bedrocks dedicata alla musica rock. Il risultato non fu quello auspicato, poiché con la rinuncia di Dave Stewart il suo ruolo fu ricoperto dalla pianista jazz Sophia Domancich, compagna di Pyle, che aggiunse nuovi brani di fusion non appartenenti al repertorio degli Hatfield. Il coraggioso tentativo di realizzare musica nuova non fu premiato, il sound risultò lontano da quello originario della band, che avrebbe probabilmente dovuto rispolverare i suoi brani classici. Si erano inoltre presentati a questa esibizione effettuando solo qualche ora di prove il giorno prima. Ne è stato comunque tratto un CD, Live 1990, pubblicato nel 1993.
Le attività del gruppo si interrompono nuovamente e le uniche eccezioni sono alcune tracce dell'album solista di Pyle 7 Year Itch, che i quattro musicisti registrano nell'arco di tempo che va dal 1991 al 1997.
Segue quindi un'altra pausa, e il silenzio si interrompe solo nel gennaio 2005 con la prima "vera" riunione della band, che tiene un paio di concerti in Inghilterra. La formazione è formata da Phil Miller, Richard Sinclair, Pip Pyle e Alex Maguire alle tastiere. Sul finire dello stesso mese pubblicano inoltre il CD Hatwise Choice, realizzato con materiale inedito degli anni settanta preso da registrazioni live e session eseguite per la BBC. A giugno compiono un tour in Europa che li vede in Francia, Belgio, Paesi Bassi (già mete dei loro concerti negli anni settanta) e Italia (paese in cui non si erano mai esibiti). Nell'ottobre dello stesso anno gli Hatfield si recano in Giappone per due concerti a Tokyo. I tour ottengono un buon successo e l'attività all'estero continua, nel 2006 eseguono concerti in Messico, Italia, Stati Uniti, Germania e Olanda. Fu proprio il 26 agosto a Groningen nei Paesi Bassi l'ultima data di questa formazione. Due giorni dopo, Pip Pyle morì nel sonno in un hotel di Parigi. Fu questo il canto del cigno della band che sostituì Pyle con Mark Fletcher e, dopo un concerto in Canada in settembre, chiuse la sua avventura con un ritorno alle origini, l'ultima data viene tenuta a Canterbury il 20 ottobre 2006

### Dopo Hatfield and the North
Nel dicembre del 2006 venne pubblicato un altro album, Hattitude, contenente, come il precedente Hatwise Choice, esibizioni live, session e demo registrati tra il 1973 ed il 1975.
Nel 2007, la Cuneiform Records pubblica le nuove edizioni di due album di Steve Miller e Lol Coxhill, contenenti dei bonus-track, tra i quali alcuni brani della primissima formazione degli Hatfield, quando ancora si facevano chiamare Delivery.
Il romanzo di Jonathan Coe The Rotters' Club, pubblicato in Italia con il titolo La banda dei brocchi, prende il nome dal secondo album della band, che viene anche menzionata nel romanzo stesso.
Nel 2022 Richard Sinclair riunisce un tributo a Hatfield and the North con dedica particolare a Phil Miller e Pip Pyle. Il gruppo che ha debuttato a Palermo il 10 dicembre 2022 si chiama HAT Band e comprende Richard Sinclair (voce e basso), Alex Maguire (piano elettrico), Mezz Gacano (chitarra e cori) e Giulio Scavuzzo (batteria).

## Discografia

### Album in studio
- 1974 – Hatfield and the North
- 1975 – The Rotters' Club

### Raccolte
- 1980 – Afters
- 2005 – Hatwise Choice: Archive Recordings 1973-1975, Volume 1
- 2006 – Hattitude: Archive Recordings 1973-1975, Volume 2

### Album dal vivo
- 1993 – Live 1990

## Formazione
Ultima (settembre-ottobre 2006)
- Mark Fletcher – batteria
- Alex Maguire – tastiere
- Phil Miller – chitarra
- Richard Sinclair – basso elettrico, voce

Ex componenti
- Pip Pyle – batteria (1973-2006)
- Dave Sinclair – tastiere (1972-1973)
- Dave Stewart – organo Hammond, piano elettrico, sintetizzatori (1973-1975)
- Sophia Domancich – tastiere (1990)